# Saint-Hilaire-la-Gravelle
Saint-Hilaire-la-Gravelle è un comune francese di 700 abitanti situato nel dipartimento del Loir-et-Cher nella regione del Centro-Valle della Loira.

## Società

### Evoluzione demografica
Abitanti censiti